# Ampithoe
Pour les articles homonymes, voir Amphitoé.
Genre
Ampithoe (parfois orthographié par erreur en Amphitoe) est un genre de crustacés malacostracés amphipodes de la famille des Ampithoidae. Il a été établi par William Elford Leach en 1814.
Ses représentants ressemblent superficiellement aux espèces du genre Gammarus, mais ils s'en distinguent en ce que les pattes de la deuxième paire, plus longues et plus fortes que celles de la première, sont terminées chacune par une main préhensile plus ou moins parfaite, et que les antennes antérieures sont terminées par une seule tige annelée.
Les deux espèces principales sont : A. turinii M.-Edw. que l'on rencontre sur les côtes de France aux environs des îles Chausey, et A. rubricata Leach, que l'on rencontre sur les côtes d'Angleterre.

## Biologie

### Morphologie
Les espèces du genre Ampithoe ont le corps allongé, comprimé, et divisé en quinze segments. La tête est distincte, et porte un rostre très prononcé. Les téguments des sept segments qui suivent la tête sont soudés de façon à former une pièce unique. Le pléon (l'abdomen chez les crustacés) est formé de sept segments distincts et mobiles dont l’organisation présente beaucoup d’analogie avec les segments correspondants de l’écrevisse. Le telson (la partie terminale du corps) est très petit. Les Ampithoe sont des crustacés sauteurs comme presque tous les amphipodes.

## Liste des espèces
Selon World Register of Marine Species (19 juillet 2017) :
- Ampithoe africana K.H. Barnard, 1926
- Ampithoe akuolaka J.L. Barnard, 1970
- Ampithoe alluaudi Chevreux, 1901
- Ampithoe aptos (J.L. Barnard, 1969)
- Ampithoe atauro Hughes, 2015
- Ampithoe auriculata Rabindranath, 1972
- Ampithoe australiensis Spence Bate, 1862
- Ampithoe bizseli Özaydinli & Coleman, 2012
- Ampithoe boecki Della Valle, 1893
- Ampithoe boiana Peart, 2007
- Ampithoe brevipalma Kim & Kim, 1988
- Ampithoe caddi Poore & Lowry, 1997
- Ampithoe cinerea Haswell, 1879
- Ampithoe cookana Peart, 2007
- Ampithoe dalli Shoemaker, 1938
- Ampithoe dentimana Mateus & Mateus, 1986
- Ampithoe djakonovi Gurjanova, 1938
- Ampithoe eremitis Peart, 2007
- Ampithoe falsa K.H. Barnard, 1932
- Ampithoe fastidiosa Mateus & Mateus, 1991
- Ampithoe ferox (Chevreux, 1901)
- Ampithoe gammaroides (Spence Bate, 1856)
- Ampithoe geographe Peart, 2007
- Ampithoe grubiformis Reid, 1951
- Ampithoe guaspare J.L. Barnard, 1979
- Ampithoe helleri Karaman, 1975
- Ampithoe hinatore J.L. Barnard, 1972
- Ampithoe hirsutimanus Ortiz & Lemaitre, 1997
- Ampithoe hughesae Myers, 2014
- Ampithoe hyalos Peart, 2007
- Ampithoe kaneohe J.L. Barnard, 1970
- Ampithoe katae Peart, 2007
- Ampithoe kava Myers, 1985
- Ampithoe kergueleni Stebbing, 1888
- Ampithoe koreana Kim & Kim, 1988
- Ampithoe kuala Myers, 1985
- Ampithoe kulafi J.L. Barnard, 1970
- Ampithoe kussakini Gurjanova, 1955
- Ampithoe lacertosa Spence Bate, 1858
- Ampithoe lafkui Appadoo & Myers, 2004
- Ampithoe laxipodus Appadoo & Myers, 2004
- Ampithoe longicarpus Appadoo & Myers, 2004
- Ampithoe longimana Smith, 1873
- Ampithoe macrocornuta (Kensley, 1971)
- Ampithoe mantissa Hughes & Peart, 2013
- Ampithoe marcuzzii Ruffo, 1954
- Ampithoe mascarenensis Appadoo & Myers, 2004
- Ampithoe maxillisius Ledoyer, 1984
- Ampithoe megaloprotopus Stebbing, 1895
- Ampithoe meganae Peart, 2007
- Ampithoe merimbula Peart, 2007
- Ampithoe ngana Poore & Lowry, 1997
- Ampithoe nobrei Mateus & Mateus, 1986
- Ampithoe parakava Peart, 2007
- Ampithoe peronana Peart, 2007
- Ampithoe platycera Sivaprakasam, 1970
- Ampithoe plumulosa Shoemaker, 1938
- Ampithoe poipu (J.L. Barnard, 1970)
- Ampithoe pollex Kunkel, 1910
- Ampithoe pomboi (Mateus & Alfonso, 1974)
- Ampithoe prolata Hughes & Peart, 2013
- Ampithoe pseudongana Peart, 2007
- Ampithoe rachanoi Peart, 2002
- Ampithoe ramondi Audouin, 1826
- Ampithoe ricaudyana Peart & Hughes, 2014
- Ampithoe riedli Krapp-Schickel, 1968
- Ampithoe robustimana Andrade & Senna, 2017
- Ampithoe roly Peart, 2007
- Ampithoe rosema Peart, 2007
- Ampithoe rubricata (Montagu, 1818)
- Ampithoe rubricatoides Shoemaker, 1938
- Ampithoe sectimana Conlan & Bousfield, 1982
- Ampithoe senegalensis Schellenberg, 1925
- Ampithoe serraticauda Rabindranath, 1972
- Ampithoe seticoxae Serejo & Licinio, 2002
- Ampithoe simulans Aldeman, 1936
- Ampithoe spuria Krapp-Schickel, 1978
- Ampithoe tahue J.L. Barnard, 1979
- Ampithoe takeuchii Peart & Hughes, 2014
- Ampithoe tarasovi Bulyčeva, 1952
- Ampithoe ulladulla Peart, 2007
- Ampithoe vacoregue J.L. Barnard, 1979
- Ampithoe valida Smith, 1873
- Ampithoe volki Gurjanova, 1938
- Ampithoe waialua J.L. Barnard, 1970
- Ampithoe youngsanensis Kim & Kim, 1988
- Ampithoe zachsi Gurjanova, 1938

### Sources
- Georges Cuvier, Iconographie du règne animal.
- La Grande Encyclopédie, inventaire raisonné des sciences, des lettres, et des arts, TII.